# César López Fretes
César López Fretes (Asunción, 21 marzo 1923 – Pereira, 13 luglio 2001) è stato un allenatore di calcio e calciatore paraguaiano, di ruolo attaccante.

## Carriera
Disputò con la nazionale paraguaiana il Campeonato Sudamericano nel 1946 e nel 1949 ed i Mondiali nel 1950.